# جک کلارک-سالتر
جک کلارک-سالتر (انگلیسی: Jake Clarke-Salter؛ زادهٔ ۲۲ سپتامبر ۱۹۹۷) بازیکن فوتبال اهل انگلستان است.
از باشگاه‌هایی که در آن بازی کرده‌است می‌توان به چلسی و بریستول راورز اشاره کرد.